# Арцберг (Горња Франконија)
Арцберг (њем. Arzberg) град је у њемачкој савезној држави Баварска. Једно је од 17 општинских средишта округа Вунзидел (Фихтел). Према процјени из 2010. у граду је живјело 5.725 становника. Посједује регионалну шифру (AGS) 9479112.

## Географски и демографски подаци
Арцберг се налази у савезној држави Баварска у округу Вунзидел (Фихтел). Град се налази на надморској висини од 481 метра. Површина општине износи 43,2 km². У самом граду је, према процјени из 2010. године, живјело 5.725 становника. Просјечна густина становништва износи 133 становника/km².

## Међународна сарадња
| Мјесто                    | Држава   | Врста сарадње | Од    |
| ------------------------- | -------- | ------------- | ----- |
| Арцберг ин дер Штајермарк | Аустрија | партнерство   | 1977. |
| Извор                     |          |               |       |